# Сан-Домингус (Санта-Катарина)
Сан-Домингус (порт. São Domingos)  —  муниципалитет в Бразилии, входит в штат Санта-Катарина. Составная часть мезорегиона Запад штата Санта-Катарина. Входит в экономико-статистический  микрорегион Шаншере. Население составляет 8635 человек на 2006 год. Занимает площадь 383,653 км². Плотность населения — 22,5 чел./км².

## История
Город основан 7 апреля 1963 года.

## Статистика
- Валовой внутренний продукт на 2003 составляет 87.608.469,00 реалов (данные: Бразильский институт географии и статистики).
- Валовой внутренний продукт на душу населения на 2003 составляет 9.680,49 реалов (данные: Бразильский институт географии и статистики).
- Индекс развития человеческого потенциала на 2000 составляет 0,793 (данные: Программа развития ООН).